# Santa Lucía (Corrientes)
Santa Lucía – miasto w Argentynie, w prowincji Corrientes, stolica departamentu Lavalle.
Według danych szacunkowych na rok 2010 miejscowość liczyła 11 589 mieszkańców.